# Lijst van geschiedkundigen
Deze lijst van geschiedkundigen bevat een aantal belangrijke en meer bekende historici. Ze staan ingedeeld naar de periode waarin ze leefden of leven.

## Oudheid
Geordend op tijd
- Herodotus (485- ca. 420 v.Chr.), Halicanassisch historicus
- Ctesias (5e eeuw v.Chr.)
- Thucydides (ca. 460-400 v.Chr.) Atheens historicus
- Xenophon (431- ca. 360 v.Chr.), Atheens historicus-soldaat en student van Socrates
- Timaeus van Tauromenium (4e eeuw v.Chr.)
- Callias van Syracuse (4e-3e eeuw v.Chr.)
- Quintus Fabius Pictor (3e eeuw v.Chr.)
- Gaius Acilius (rond 155 v.Chr.), Romeinse geschiedenis
- Lucius Ampelius, Romeinse geschiedenis
- Polybius (ca. 203-120 v.Chr.), Grieks historicus die over Rome schreef
- Sima Qian (ca. 145-ca. 86 v.Chr.), Chinees historicus
- Dionysius van Halikarnassos (1e eeuw v.Chr.), Griekstalig Romeins auteur
- Diodoros van Sicilië (1e eeuw v.Chr.), ook genoemd Diodorus Siculus
- Gaius Iulius Caesar (ca. 100-44 v.Chr.), Romeins veldheer-dictator die twee commentarii schreef
- Gaius Sallustius Crispus(86-34 v.Chr.), Romeins historicus die de historische monografie tot bloei bracht
- Titus Livius, (ca. 59 v.Chr.-17 n.Chr.), Romeins historicus die een algemeen Romeinse geschiedenis schreef
- Aulus Cremutius Cordus (?-25 n.Chr.)
- Aufidius Bassus (rond 25)
- Velleius Paterculus (ca. 19 v.Chr.-31 n.Chr.)
- Flavius Iosephus (37-100), Joods historicus
- Plutarchus (ca. 46-120), Grieks historicus
- Publius of Gaius Cornelius Tacitus (56-120), een van de grootste Romeinse historici
- Gaius Suetonius Tranquillus (69/70-160), Romeins biograaf
- Flavius Arrianus (ca. 90-175), Grieks Alexanderhistoricus
- Cassius Dio (ca. 155-235), Romeins historicus
- Herodianus (165-250), Griekstalig schrijver uit Syrië
- Eusebius van Caesarea (ca. 260-340), christelijk historicus
- Ammianus Marcellinus (ca. 325-ca. 391), laatste klassieke historicus
- Kalhana
- Sidonius Apollinaris (431-489), Romeins politicus en schrijver
- Renatus Profuturus Frigeridus (ca. 450), Gallo-Romeins historicus
- Flavius Magnus Aurelius Cassiodorus (ca. 484/490-ca. 585), Romeins staatsman en schrijver

## Middeleeuwen en Renaissance
Geordend op tijd
- Jordanes (?-552)
- Gregorius van Tours (539-594)
- Isidorus van Sevilla (560-636)
- Beda Venerabilis (673-735)
- Paulus Diaconus (ca. 720-797)
- Alcuin (ca. 734-804)
- Einhard (ca. 770-840)
- Regino van Prüm (ca. 840/850-915)
- Thietmar van Merseburg (ca. 975-1018)
- Michael Psellus (1018-ca. 1078)
- Sigebert van Gembloers (ca. 1030- 1112)
- Adam van Bremen (voor 1050-1081/1085)
- Ordericus Vitalis (ca. 1075-1142)
- Willem van Malmesbury (ca. 1080-1142)
- Suger van St. Denis (1080/1081-1151)
- Anna Komnene (1083-1153)
- Geoffrey van Monmouth (ca. 1100-1154)
- Otto van Freising (ca. 1115-1158)
- Johannes van Salisbury (ca. 1115-1180)
- Gerald of Wales (Geraldus Cambrensis) (ca. 1147-1223)
- Matthew Paris (ca. 1195-1259)
- Alfons de Wijze (1221-1284)
- Niccolò Machiavelli (1469-1527)
- Francesco Maurolico (1494-1575)
- Pietro Leone Casella (ca. 1540-1620)
- Rocco Pirri (1577-1651)

## Vanaf de Verlichting
- Ingvar Andersson (1899-1974)
- Willem Bilderdijk (1756-1831)
- Timuel Black (1918-2021)
- Jan Blokker (1927-2010)
- Itzhak Ben-Zvi (1884-1963)
- Alan Bullock (1914-2004)
- Giuseppe Maria Capodieci (1749-1828)
- Isaäc da Costa (1798-1860)
- Muazzez İlmiye Çığ (1914-2024)
- Robert Darnton (1939)
- Arie van Deursen (1931-2011)
- Eduard Jan Dijksterhuis (1892-1965)
- Hermann von der Dunk (1928-2018)
- Mohammed El Ifrani (1670-1745)
- Luigina Fasòli (1905-1992)
- Cees Fasseur (1938-2016)
- Joachim Fest (1926-2006)
- Marguerite Frick-Cramer (1887-1963)
- Robert Fruin (1823-1899)
- Louis-Prosper Gachard (1800-1885)
- Eugenio Garin (1905-2004)
- Erik Gustaf Geijer (1783-1847)
- Pieter Geijl (1887-1966)
- Bronisław Geremek (1932-2008)
- Edward Gibbon (1737-1794)
- Jacques Le Goff (1924-2014)
- Daniel Goldhagen (1959)
- Guillaume Groen van Prinsterer (1801-1876)
- Sebastian Haffner (1907-1999)
- George Harinck (1958)
- Julie Heierli (1859-1938)
- Christine von Hoiningen-Huene (1848-1920)
- Pieter Corneliszoon Hooft (1581-1647)
- Johan Huizinga (1872-1945)
- David Hume (1711-1776)
- Jonathan Israel (1946)
- Loe de Jong (1914-2005)
- Werner Kaegi (1901-1979)
- Gerhard Kapitän (1924-2011)
- George Kennan (1904-2005)
- James Kennedy (1963)
- Ian Kershaw (1943)
- Jan Kikkert (1930-2017)
- Andrey Korotayev (1961)
- Ernst Kossmann (1922-2003)
- Christian Lange (1869-1938)
- Erik Lönnroth (1910-2002)
- Ferdinand Lot (1866-1952)
- Bernard Lewis (1916-2018)
- Geert Mak (1946)
- Rosario Mangiameli (1949)
- William Hardy McNeill (1917-2016)
- Evaldo Cabral de Mello (1936)
- Lodovico Menin (1783-1868)
- Theodor Mommsen (1818-1903)
- Hendrik Pieter Nicolaas Muller (1859-1941)
- Jeanne Niquille (1894-1970)
- Phillip Paludan (1938-2007)
- Nicole Pellegrin (1944)
- Jaroslav Pelikan (1923-2006)
- Johan Picardt (1600-1670)
- Henri Pirenne (1862-1935)
- Nicolaas Posthumus (1880-1960)
- Jacques Presser (1899-1970)
- Leopold von Ranke (1795-1886)
- Peter Rietbergen (1950)
- Niccolò Rodolico (1873-1969)
- Lodewijk Rogier (1894-1974)
- Arseni Roginski (1946-2017)
- Jan Romein (1893-1962)
- Annie Romein-Verschoor (1895-1978)
- Piet de Rooy (1944)
- Maarten van Rossem (1943)
- Franco Sartori (1922-2004)
- Simon Schama (1945)
- Arthur M. Schlesinger jr. (1917-2007)
- William L. Shirer (1904-1993)
- Abdeljelil Temimi (1938)
- Carsten Peter Thiede (1952-2004)
- John Toland (1912-2004)
- Arnold Toynbee (1889-1975)
- Barbara Tuchman (1912-1989)
- Ferdinando Vegas (1916-1984)
- Voltaire (1694-1778)
- Nikolaus Wachsmann (1971)
- Max Weber (1864-1920)
- Curt Weibull (1886-1991)
- Augusta Weldler-Steinberg (1879-1932)
- Hans Van Werveke (1898-1974)
- Henk Wesseling (1937-2018)